# 29ª Brigata GAP "Gastone Sozzi"
La 29ª Brigata GAP "Gastone Sozzi" è stata una brigata partigiana che ha operato nell'estate del 1944 in Romagna nella provincia di Forlì (attuale territorio delle province di Forlì-Cesena e Rimini). Essa faceva parte delle Brigate Garibaldi e prendeva il nome da Gastone Sozzi, importante esponente dell'antifascismo comunista romagnolo condannato dal Tribunale Speciale Fascista e morto in carcere nel 1928.
La Resistenza nella provincia di Forlì iniziò alla fine dell'estate del 1943 sin dai giorni successivi all'armistizio, appoggiandosi inizialmente sulla struttura politica e sugli uomini del Partito Comunista Italiano, organizzandosi operativamente in GAP e SAP. Numerosi patrioti decisero di confluire nella Brigata Garibaldi Romagnola, operante sull'Appennino tosco-romagnolo, comandata da Riccardo Fedel (Libero).
Alla fine della primavera del 1944, a seguito dell'evolversi della situazione politica e militare ebbe luogo una riunione alla quale presero parte quadri militari e politici comunisti di Ravenna e Forlì, unitamente ad un inviato del Comando generale delle Brigate Garibaldi, ove fu presa in esame la situazione politica generale e le cause del disfacimento della Brigata Garibaldi Romagnola (attaccata dai nazifascisti nell'aprile del 1944): a seguito di essa si decise di riorganizzare il movimento partigiano romagnolo - nel contesto della generale ristrutturazione delle Brigate Garibaldi italiane e della nascita del CUMER - con la costituzione in Romagna della 28ª Brigata GAP "Mario Gordini" e della 29ª Brigata GAP "Gastone Sozzi", operanti in pianura, e la ricostituzione della 8ª Brigata Garibaldi "Romagna", operante nell'Appennino.
La 29ª Brigata, al comando di Luciano Caselli (Berto), Giulio Garolia (Pirò) vicecomandante, Luciano Lama (Boris) Capo di stato maggiore, Sergio Flamigni (Sergio) commissario politico, Scevola Franciosi (Scevola) vicecommissario politico, si strutturò in Battaglioni, denominati in base alle tre principali località della provincia: Forlì, Cesena e Rimini, a loro volta suddivisi in Distaccamenti.
Il 30 novembre 1944, a seguito dello sfondamento della Linea Gotica e la liberazione della Provincia di Forlì da parte delle forze alleate, su precisa disposizione del Comando alleato, la 29ª Brigata venne definitivamente smobilitata.

## Persone legate alla Brigata
- Mario Cappelli
- Sergio Flamigni (Sergio)
- Umberto Fusaroli Casadei (Fusaroli)
- Luciano Lama (Boris)
- Luigi Nicolò
- Adelio Pagliarani
- Marino Pascoli
- Giuseppe Ricci